# Maša Martinović
Pour les articles homonymes, voir Martinović.
Maša Martinović, née le 9 juin 1989 à Čakovec, est une karatéka croate. Elle a remporte la médaille d'or dans la catégorie des plus de 68 kg aux championnats d'Europe de karaté 2015 à Istanbul et aux Jeux européens de 2015 à Bakou.